# Сторожеве (Сімферопольський район)
Сторожеве́ (до 1948 року — Аза́т, крим. Azat) — село Сімферопольського району Автономної Республіки Крим.
Відстань від райцентру до населеного пункта становить 30 кілометрів по прямій.